# Co Breman
Ahazueros Jacobus (Co) Breman (* 7. Dezember 1865 in Zwolle; † 18. November 1938 in Laren) war ein niederländischer Maler. Er wird der Larener Schule zugerechnet und arbeitete hauptsächlich im Stil des Pointillismus und Luminismus.

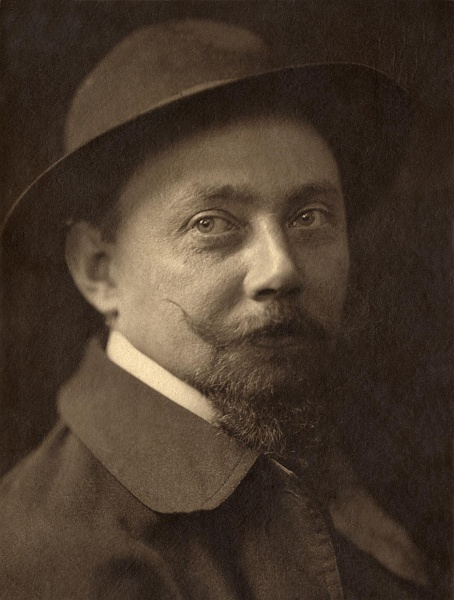
Co Breman, ca. 1895

## Leben und Wirken
Breman war ein Sohn von Everarda Elsebé Meuleman und Willem Frederik Breman, die in Zwolle eine Schreinerei und eine Schmiede betrieben. Er hatte fünf Geschwister, darunter Evert Breman, den späteren Stadtarchitekten von Amsterdam. Nach dem Tod seines Vaters im Jahr 1875 kam er in die Obhut von Vormunden, die ihn ermutigten, einen künstlerischen Beruf zu wählen. Er besuchte die Mal- und Zeichenschule von Jan Derk Huibers in Zwolle und erwarb ein Lehrerdiplom für Zeichnen. Um 1889 zog er nach Brüssel, wo er in Dekorationswerkstätten zu arbeiten begann und an der Académie royale des Beaux-Arts de Bruxelles bei Douwe Komter studierte. Im Jahr 1893 ging er für einige Zeit nach Paris. Schon früh in seiner Karriere arbeitete er viel mit Dekorationen.
Über Amsterdam, wo er sich der Sint-Lucasgilde und der Sozietät Arti et Amicitiae anschloss, zog Breman 1897 in die Region Het Gooi, angezogen von den begeisterten Erzählungen befreundeter Maler, die dort arbeiteten. Zusammen mit Derk Meeles, Elias Stark und Douwe Komter mietete er dort die Oude Brouwerij in Blaricum. Sie führten dort ein glückliches und sorgloses Bohèmeleben, arbeiteten hart, waren aber auch für ihre besonderen Künstlerpartys bekannt. Zwei Jahre später mietete Breman ein Bauernhaus (neben dem Bauernhof von Mie Tak), wo die Ess- und Trinkgelage weitergingen. Breman und seine Freunde gehörten auch zu den Stammgästen in Jan Hamdorffs Kroegje das sich zu einer Art Künstlerkneipe entwickelte.
Seit seinem Aufenthalt in Het Gooi konzentrierte sich Breman zunehmend auf freie Malerei. Sein Werk zeichnet sich durch leuchtende Farben und sonnige Effekte aus, wobei er der Komposition große Aufmerksamkeit schenkte. Er malte hauptsächlich Landschaften, Bauernhöfe, farbenfrohe Interieurs und Personen. Zusammen mit Ferdinand Hart Nibbrig gehörte er zu den ersten Malern in den Niederlanden, die in der pointillistischen Technik arbeiteten.
Breman stellte seine Werke regelmäßig in den Ausstellungen von „De Tien“ aus, dem Malerverein von Het Gooi, dessen Sekretär er wurde. Er stellte auch im Ausland aus, unter anderem in Madrid, Berlin, London, San Francisco und Glasgow. Er verkaufte seine Werke immer leicht, manchmal in großen Mengen an Händler.
Breman lebte ab 1913 mit seiner Frau Lizzy Schouten, die ebenfalls malte und mit der er eine Tochter, Everarda Elsebé, hatte, in Laren. Er starb am 18. November 1938 im Alter von fast 73 Jahren. Von 1921 bis zu seinem Tod war er Vorsitzender der Künstlervereinigung Laren-Blaricum. Zu seinem Gedenken wurde in Laren eine Straße, die Co Bremanlaan, nach ihm benannt. Seine Werke sind im Frans Hals Museum in Haarlem, im Dordrechts Museum, im Singer Laren sowie in ausländischen Museen zu sehen.

## Galerie

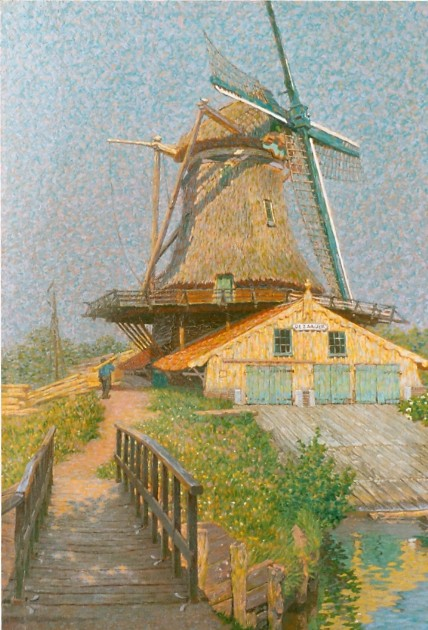
Sägewerk
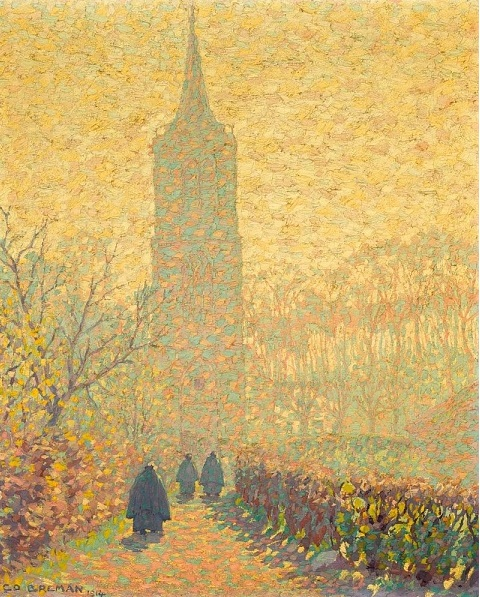
Palmsonntag in Laren
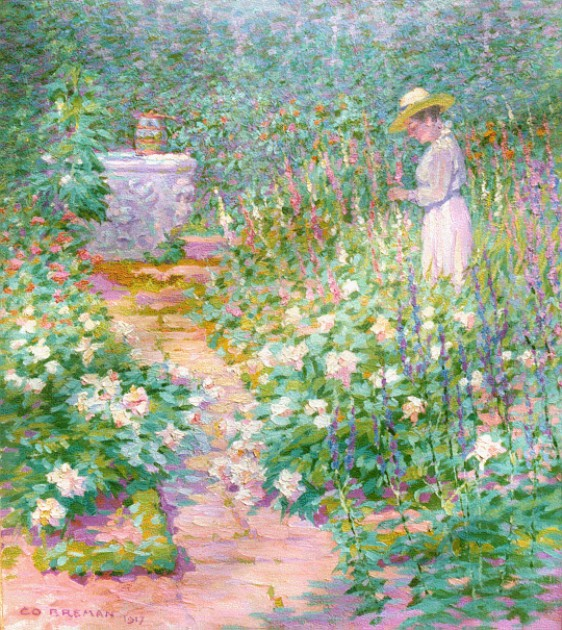
Im Garten
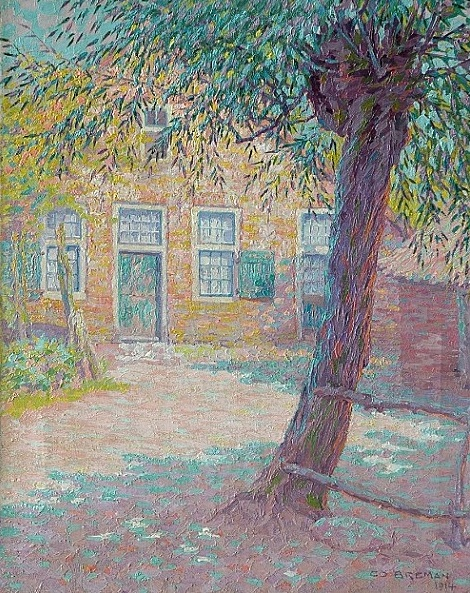
Sonnige Fassade in Laren
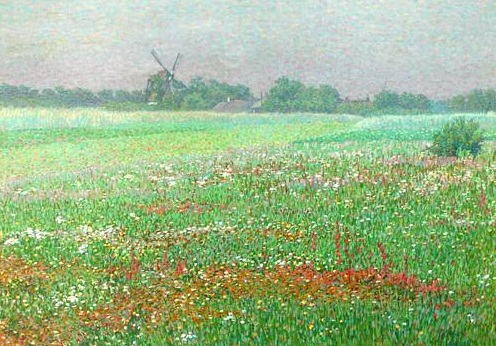
Blumenwiese
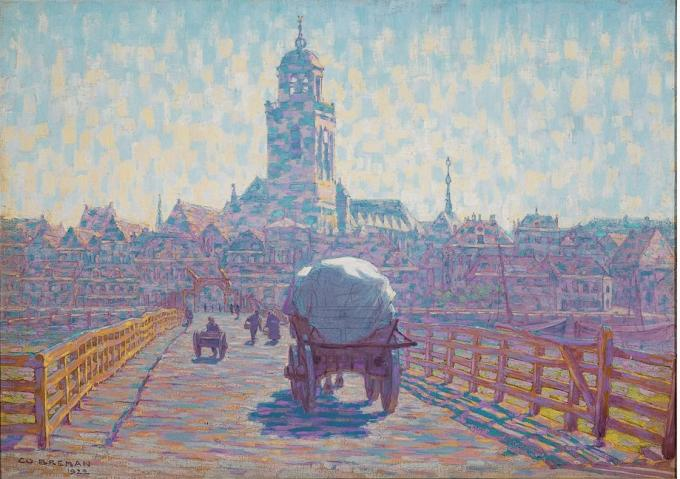
Blick auf Deventer
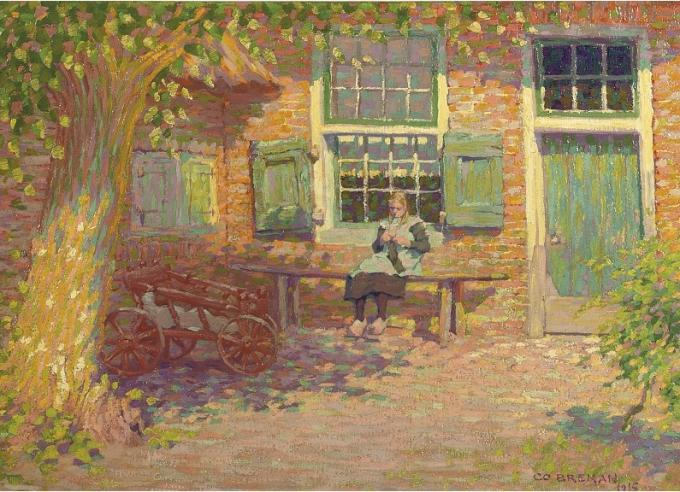
Mädchen vor einem Bauernhof in der Region Het Gooi
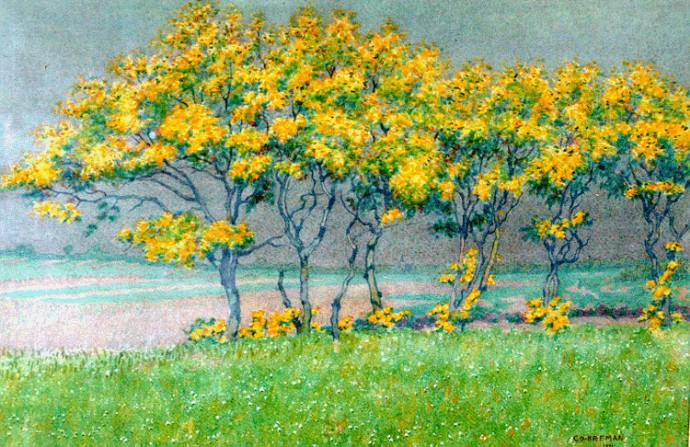
Bäume nahe Blaricum